# Livezi, Vâlcea
Livezi là một xã thuộc hạt Vâlcea, România. Dân số thời điểm năm 2002 là 2633 người.